# Абдрахманово (Оренбургская область)
Абдрахма́ново — село в Абдулинском районе Оренбургской области. Входит в муниципальное образование Абдулинский городской округ.

## География
Расположен в северо-западной части области на южной окраине Бугульминско-Белебеевской возвышенности, на реке Ик, которая огибает село с востока и юга.
С севера — озеро Большое. С запада — дорога Р-239.
В селе 6 улиц: Мельничная, Новая, Парковая, Родниковая, Центральная, Школьная.

## История
Село Абдрахманово было образовано в 1833 году татарами, переселившимися из деревни Багдан Краснослободского уезда Пензенской губернии (ныне исчезнувшая деревня на территории Республики Мордовия). В 1832 году двенадцать семей Татар – мишарей, спасаясь от жестокости помещика, ушли из с. Богдан Краснослободского уезда Пензенской губернии на поиски новых земель. Перезимовав в с. Хансиверии Бугульминского уезда, основали в 1833 году деревню АБДРАХМАНОВО .
.
В «Списке населенных мест по сведениям 1859 года», изданном в 1864 году, населённый пункт упомянут как казённая деревня Абдрахманова 3-го стана Бугурусланского уезда Самарской губернии. Располагалась при реке Ике, по левую сторону просёлочного тракта из Бугуруслана до границы Белебеевского уезда, в 80 верстах от уездного города Бугуруслана и в 45 верстах от становой квартиры в казённом селе Димитриевское (Кандыз, Кандызская Слобода). В деревне, в 23 дворах жили 176 человек (82 мужчины и 94 женщины).
С 1 января 2006 до 1 января 2016 года административный центр Абдрахмановского сельсовета (сельского поселения)
село Абдрахманово – село на реке Ик.

## Население
| 2010 |
| ---- |
| 345  |

## Известные жители
- Хабибуллин, Мусагит Мударисович (1927—2019) — народный писатель Татарстана, Заслуженный работник культуры РСФСР (1987).